# Sułtanik czerwonorzytny
Sułtanik czerwonorzytny (Dinopium javanense) – gatunek średniej wielkości ptaka z rodziny dzięciołowatych (Picidae). Charakteryzuje się złotym do oliwkowego ubarwieniem skrzydeł, krótkim dziobem oraz nietypowym jak na dzięcioły zachowaniem: rzadko można usłyszeć jego stukanie. Jest szeroko rozprzestrzeniony w Azji Południowo-Wschodniej, występuje też na subkontynencie indyjskim. Ze względu na duży zasięg oraz powolny spadek liczebności populacji gatunek nie jest zagrożony.

## Systematyka
Gatunek został opisany w 1797 roku przez szwedzkiego przyrodnika, Svena Ingemara Ljungha, pod nazwą Picus javanensis. Holotyp pochodził z Jawy.
Obecnie wyróżnia się 6 podgatunków tego sułtanika:
- D. j. malabaricum – południowo-zachodnie Indie.
- D. j. intermedium – od Bangladeszu i Assamu na zachodzie, przez Mjanmę i południowo-zachodni Junnan na południe po większość Indochin.
- D. j. javanense – Półwysep Malajski, Archipelag Riau, Sumatra, zachodnia Jawa.
- D. j. borneonense – Borneo oprócz części północno-wschodniej.
- D. j. raveni – północno-wschodnie Borneo i przyległe wysepki.
- D. j. exsul – wschodnia Jawa i Bali.

Podgatunek raveni bywa uznawany za synonim borneonense. Dawniej za podgatunek sułtanika czerwonorzytnego uznawany był sułtanik palawański (D. everetti) z zachodnich Filipin, ale podniesiono go do rangi osobnego gatunku.

## Morfologia

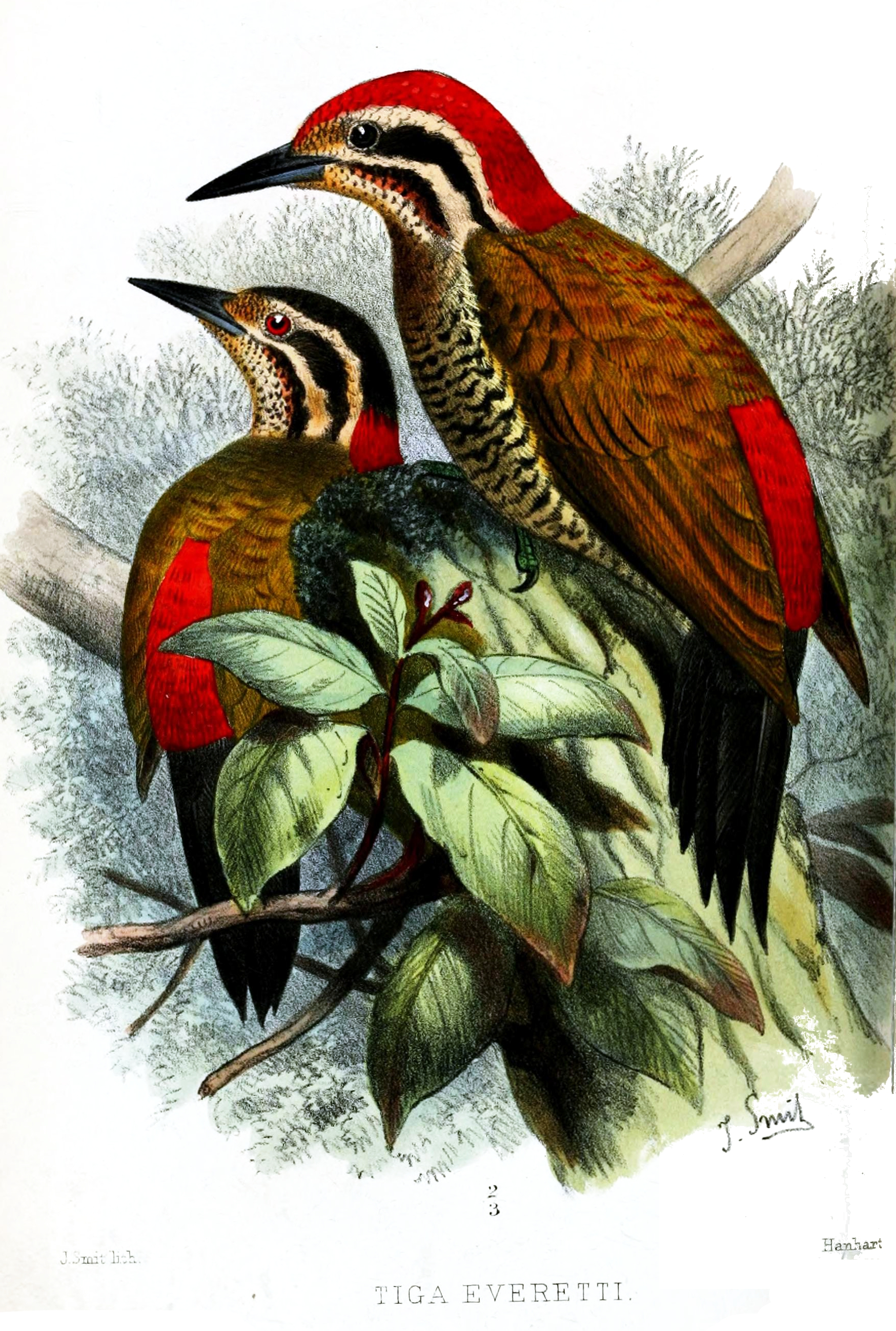
Sułtanik palawański był uznawany za podgatunek sułtanika czerwonorzytnego (rysunek z czasopisma z 1878 roku)

Średniej wielkości ptak, osiągający 28–30 cm długości. Dziób posiada raczej krótki, spiczasty, zakrzywiony u wierzchołka i przewężony w poprzek nozdrzy, długości 23–28 mm u D. j. malabaricum, 27–30 mm u D. j. intermedium, barwy czarnej do ciemnobrązowo-szarej. Większość podgatunków ma biało-czarną głowę, u samców z czerwonym ciemieniem i czubem, a u samic z ciemieniem i czubem w białe pasy. Szyja również biało-czarna. Górna część ciała złota do oliwkowej z jasnoczerwonym kuprem. Skrzydła długości 124–140 mm u podgatunku nominatywnego, 135–143 mm u D. j. malabaricum do 136–165 mm u D. j. intermedium. Spodnia część ciała biało-czarna. Blade okolice spodu ciała i twarzy brązowawo przybrudzone. Nogi trójpalczaste. Stopy długości 22–24 mm.
Masa ciała od 67 g u najlżejszych D. j. javanense do 100 g u najcięższych D. j. intermedium.

## Występowanie

### Zasięg
Gatunek występuje w południowo-zachodnich Indiach od 16°N do Kerali oraz od Bangladeszu i Assamu na wschodzie, przez południowo-zachodni Junnan i Azję Południowo-Wschodnią (z wyjątkiem północnej Birmy) po Sumatrę, Borneo, Jawę i Bali.

### Habitat
Częsty w wilgotnych lasach liściastych, skrubach oraz lasach mangrowych. Spotykany także w lasach tekowych, a na większych wysokościach w borach sosnowych. Nie jest jednak gatunkiem typowo leśnym. Preferuje lasy przerzedzone, prześwietlone o małym zwarciu (często są to lasy odrastające) oraz skraje lasów. Występuje również w plantacjach palmy kokosowej, uprawach, parkach i na polach golfowych. Przede wszystkim jest ptakiem nizinnym, ale w Indiach spotykany nawet do 1700 m n.p.m.

## Zachowanie
Żyje w parach, które utrzymują częsty kontakt głosowy. Para żeruje w pobliżu, ale nigdy nie na tym samym drzewie. Tworzy także wielogatunkowe tabuny. Spotykany na różnych wysokościach, preferuje jednak niższe partie zarówno młodych, jak i starych drzew. Ruchy podczas wspinaczki po pniu są gwałtowne i nieprzewidywalne, z krótkimi przerwami z każdej strony drzewa. Zdarzają się także długie okresy bezruchu, w których ptak nie wydaje żadnych dźwięków. Najczęstszym sposobem pozyskiwania pożywienia jest zbieranie owadów za pomocą języka z powierzchni i zakamarków pnia. Stuka sporadycznie. Często też schodzi na ziemię i z poziomu gruntu przeszukuje podstawę pnia. Szybko lata, pokonując duże odległości między żerowiskami.

### Pożywienie
Jest owadożerny. Odżywia się mrówkami, larwami owadów, małymi skorpionami, karaczanami i innymi stawonogami.

### Rozmnażanie się
Z uwagi na duży zasięg występowania okres rozrodczy jest zróżnicowany. W Indiach trwa zwykle od lutego do kwietnia. W Tajlandii przypada na czerwiec. W Malezji od stycznia do lipca. Na Borneo trwa od kwietnia do lipca. Dziuple wykuwa zwykle na wysokości poniżej 5 m w stojących na otwartej przestrzeni drzewach lub pniakach. Zazwyczaj są to palmy kokosowe lub drzewa owocowe. Samica składa 2 do 3 jaj.

### Odgłosy
W locie wydobywa różne serie zbliżone do koup-oup-uop. Ptaki siedzące odzywają się pojedynczym lub podwójnym kou, a gdy się spotkają, dźwiękiem podobnym do łika. Stukot to przeciągnięte ddddddddt lub ka-di-di-di-di-di-di.

## Status
Międzynarodowa Unia Ochrony Przyrody (IUCN) uznaje sułtanika czerwonorzytnego za gatunek najmniejszej troski (LC – Least Concern). Liczebność światowej populacji nie została oszacowana, ale ptak ten opisywany jest jako od rzadkiego po lokalnie dość pospolity. Trend liczebności populacji uznawany jest za spadkowy ze względu na postępujące niszczenie i fragmentację siedlisk.